# Руське Адаєво
Руське Ада́єво (рос. Русское Адаево, ерз. Русское Адаево) — присілок у складі Темниковського району Мордовії, Росія. Входить до складу Аксьольського сільського поселення.
Населення — 55 осіб (2010; 77 у 2002).
Національний склад (станом на 2002 рік):
- росіяни — 97 %